# Stefan Barcikowski
Stefan Barcikowski (ur. 1868 w Śliwnie, zm. 14 lipca 1912) – ziemianin, kupiec branży drogeryjnej w Poznaniu, działacz gospodarczy i członek Poznańskiego Towarzystwa Przyjaciół Nauk.

## Życiorys
Pochodził ze Śliwna. Był uczniem gimnazjum Marii Magdaleny w Poznaniu. Później kształcił się zawodowo we Wrocławiu, a następnie studiował na wydziale drogeryjnym akademii w Brunszwiku. Prowadził przedsiębiorstwa branży drogeryjnej w Poznaniu. Był właścicielem dwóch majątków ziemskich w ówczesnym powiecie śremskim, które wykupił od Niemców.
Był członkiem Wydziału Przyrodniczego Poznańskiego Towarzystwa Przyjaciół Nauk, aktywistą Korporacji Kupców Chrześcijańskich oraz członkiem rady nadzorczej Spółki Rolników Parcelującej w Poznaniu.
Zmarł 14 lipca 1912. Pochowany na cmentarzu Zasłużonych Wielkopolan.